# ニック・ファイフ
ニック・ファイフ（Nick Fyffe、1972年10月14日 - ）は、イギリスのレディング出身のミュージシャンである。音楽バンドジャミロクワイの元ベーシストとして有名。

## 略歴

### デビュー前（1972年 - 1998年）
イングランドのレディングで生まれ、音楽監督だった父親に影響されて育った。小学生の頃の夏休みはいつも父に連れられて音楽イベントの会場で過ごし、プロのミュージシャンやダンサーを見て育った。夏休み中はたいてい女性ダンサーに見惚れ、夏休みが明けて音楽イベントが終わってしまうともう見れなくなるため寂しい気持ちになった。
高校では11人組の「ファンク・アセンブリー」と言うアマチュアバンドを組み、最初はドラムをやっていたがギターに移り、17歳頃からはベースにハマった。このバンド時代はよくレッド・ホット・チリ・ペッパーズの曲を演奏していた。
その後は進学のためにロンドンに引っ越してセント・マーティン芸術大学にてジャズの学位を取った。卒業後はフリーク・パワーと言うバンドの手伝いや、他の音楽関係のバイトを行った。
1998年、25歳のある日、週刊音楽雑誌『メロディ・メイカー』の求人欄でジャミロクワイのトリビュートバンドのメンバー募集の広告を見つけて応募した。しかしこの求人には応募者が殺到したためオーディションをしてもらえる日をしばらく待たなければならなかった。

### ジャミロクワイのオーディション（1998年）
待っている最中のある日、ジャミロクワイのベーシストであるスチュアート・ゼンダーがバンドを離脱するため（詳細は「メンバーの離脱」参照）、本物のジャミロクワイがベーシストを探しているという新聞記事を見つけた。あらゆるつてを辿ってジャミロクワイ関係者に履歴書を送り（関係者に繋がったルートは前述フリーク・パワーのトロンボーン奏者であるアシュリー・スレイターだった模様）、その1週間後に電話がかかってきて1回目のオーディションの日程と課題曲が伝えられた。
オーディションはジャミロクワイのリーダージェイ・ケイがロンドン郊外に保有する自宅音楽スタジオで行われたが、ファイフは車を持っていなかったため母親に車を借りて向かった。当日ケイは不在だったため、他のバンド・メンバーが審査員としてスタジオに揃っていた。最初は緊張したが課題曲を弾き始めると楽しくなり、ノってきたのでファイフの方からバンド・メンバーに一緒に演奏しないかと頼み、その場で即興でみんなで演奏した。この即興は好印象だったようで2回目のオーディションに進めることになった。
2回目もケイの自宅音楽スタジオで行われ、ライバルの中には名の知れたベーシストが3人おり、こんな人たちがライバルなら絶対落ちると意気消沈した。2回目は課題曲はなくその場で曲が伝えられ、バンド・メンバーと即興で演奏することになった。今回は会場にケイもおり非常に緊張したが、弾き始めるとまたノってきて、みんなと楽しく演奏できた。ジャミロクワイのメンバーが別室でオーディション結果を話し合っている間、プロデューサーのアル・ストーンと2人きりになり「(オーディションした人の中で)一番よかった」との言葉をもらえた。メンバーが別室からスタジオに戻ってきた時、ドラムのデリック・マッケンジーが「君に投票したよ」と言ってくれた。合格が近いのかもしれないと思って待ちきれず、ケイに「私は受かりますでしょうか?」と聞いてみると「まぁ、もうすぐもっと良い車に乗れるだろう」（前述の通り、ファイフは母親の車で来ていた）と言われ、翌日も来るよう言われた。
翌日、ケイの自宅に到着すると、ケイが駐車場まで出てきて出迎えてくれ、会った瞬間にハグをして「君は今日からジャミロクワイのメンバーだ」と言ってくれとても嬉しかったという。こうして1998年10月末、ファイフはジャミロクワイと(ジェイ・ケイと)契約した。皮肉にもこの日、ジャミロクワイのトリビュートバンドがオーディションの日程が決まったと電話をしてきた。「ジャミロクワイで働くからオーディションには行きません」と言うと相手は言葉を失った。

### ジャミロクワイ時代（1999年 - 2003年）
ファイフの加入当時ジャミロクワイは新作アルバム『シンクロナイズド』の制作中で、リーダーのケイとキーボードのトビー・スミスがまだ編曲中だったため最初の頃のスケジュールは楽だった。その後、収録に参加したが事前準備がかなりされていたため、ファイフの収録は短時間で済んだ。前任スチュアートは指の動きが速くて正確で演奏技術が高く、そのスチュアートが既に一旦収録した同じ曲を演奏し直す作業だったが、ファイフはあえてスチュアートの収録を聞かず自分なりの演奏をした。このアルバムのイギリス版バージョンには11曲を収める計画であり、そのうちファイフが実際に演奏したのは7曲で、あとの4曲はキーボード担当のトビー・スミスがシンセサイザーでベース音を出して収録した。
1999年6月6日にアルバム『シンクロナイズド』が発売され、3日後の6月9日にイングランド南東部の街ブライトンで行われたコンサートでファイフは初めてジャミロクワイとしてステージに立った。シンセサイザーで出したベース音の曲をコンサートで演奏する時は、ファイフが本物のベースでそれをライブ演奏した（録音音源ではない）。アマチュアバンド時代はステージを降りれば一般人であったが、ジャミロクワイのステージを降りるとファンに囲まれ、サインや握手をねだられ、一変した光景に戸惑いつつも嬉しかったという。その後はアメリカや日本やオーストラリアなど別大陸でワールド・ツアーを行い、ベーシストとしてのキャリアを積んでいった。
2003年8月7日にポルトガルで行われたコンサートを最後にファイフはジャミロクワイを脱退した。約5年の在籍となった。後任はアレックス・メドウズになった。

### ジャミロクワイ脱退後（2003年 - ）
ジャミロクワイ脱退後はテンペランス・ムーブメントやディープ・パープル、サンフラワー・ジャムなどのバンドでベーシストとして活動している。
2020年のコロナ禍でコンサートを全てキャンセルしなければならず、代わりのビジネスとして「Wargrave Pizza Club」というピザのデリバリー店を出店した。

## 映像出演
2001年にリリースされたジャミロクワイによるミュージックビデオ「ユー・ギヴ・ミー・サムシング」に出演

## 人物
- アマチュア時代はラブトーン社のエフェクターを使用していた。
- 子供の頃はバズル・ブラッシュやキースとオーヴィルなどのキャラクターが好きだった。
- ジャミロクワイに合格したため契約金でアウディを買った[7]。
- 子供が2人いる[1]。